# Tanque del Borrego
Tanque del Borrego är en ort i Mexiko.   Den ligger i kommunen Tamasopo och delstaten San Luis Potosí, i den centrala delen av landet, 270 km norr om huvudstaden Mexico City. Tanque del Borrego ligger 883 meter över havet och antalet invånare är 222.
Terrängen runt Tanque del Borrego är lite bergig. Runt Tanque del Borrego är det ganska glesbefolkat, med 21 invånare per kvadratkilometer. Närmaste större samhälle är Tamasopo, 6,4 km norr om Tanque del Borrego. I omgivningarna runt Tanque del Borrego växer huvudsakligen savannskog.